# Harold Studer
Harold Studer (* 10. September 1942 in Leysin; † 16. November 2000 in Bern) war ein Schweizer Kartograf, Grafiker und Kunstmaler.

## Leben und Werk
Harold Studer lebte und arbeitete in Bern. Er besuchte 1959 einen Vorkurs der Kunstgewerbeschule Bern, wonach er von 1960 bis 1964 eine Kartografenlehre absolvierte. Ein Studienaufenthalt führte ihn von 1964 bis 1966 nach Paris. Weiter längere Arbeitsaufenthalte führten ihn 1971 nach Marokko, 1972 nach Kairo, 1972 und 1980 nach London, 1995 nach Lissabon und 1997 nach Rom. Von 1983 bis 1991 war Studer Mitglied der Städtischen Kunstkommission Bern.
Sein grafisches und malerisches Werk, das mehrheitlich in Grüntönen gehalten ist, zeigt einen poetisch-surrealen Kosmos, in dem sich oftmals Insekten und winzige Menschenwesen, die sogenannten „Plantoiden“, in geheimnisvoller Mission im Blätterdickicht aufhalten.
"Eine kaum glaubliche Genauigkeit prägt dabei die Bilder Harold Studers, der in Aquarell mit Öllasur gearbeitet hat und von sich sagte, er sei kein Maler der Farbe, sondern des Tonalen und der Struktur: Ich beschränke mich auf die drei Farben Chromoxydgrün, Sepiabraun und Grau."
In seinen letzten Jahren erhielt Studer zahlreiche Aufträge von grossen Firmen für die Gestaltung von Werbeträgern. So schuf er die Etikette für das Pictor Bier aus Worb, für die Schweizerischen Bundesbahnen gestaltet er mehrmals die Cover der Kursbücher und der Abonnementshüllen, für die Swissmint die Gedenkmünze "150 Jahre Schweizer Franken" mit dem Nennwert von fünf Franken sowie drei Taxcards für die Swisscom.

## Auszeichnungen
- 1971 und 1974: Louise-Aeschlimann-Stipendium
- 1975: Eidgenössisches Kunststipendium
- 1983: Werkbeitrag der Gleyre-Stiftung.

## Ausstellungen (Auswahl)
- 1968: Berner Maler und Bildhauer, Wasserkirche#Helmhaus, Zürich
- 1981: Harold Studer. Plantoidenkolonien, Solothurn, Galerie Medici
- 1985: Harold Studer, Meret Oppenheim, Bendicht Fivian, Bern, Galerie Martin Krebs
- 1993: 25 Jahre Galerie Martin Krebs Bern, Harold Studer, Eva Aeppli, Max Bill, Stefan Haenni, Claude Sandoz u. a., Bern, Galerie Martin Krebs
- 1996: Harold Studer. Lithografien und Objekte, Bern, Galerie Martin Krebs
- 1997: Kleine Formate, Harold Studer, Samuel Buri, Rolf Iseli, Stefan Haenni, Teruko Yokoi u. a., Bern, Galerie Martin Krebs
- 2000: Jean Crotti, Jean-Luc Manz, Harold Studer, Bern, Galerie Martin Krebs
- 2022: Harold Studer und Freunde, Kunsthaus Interlaken